# Пітер Омцігт
Пітер Герман Омцігт (нід. Pieter Herman Omtzigt; нар. 8 січня 1974) — незалежний нідерландський політик, який був членом Палати представників парламенту Нідерландів з 2003 року, за винятком короткої перерви з 17 червня по 26 жовтня 2010 року.
У своїй політичній діяльності Омцігт зосереджується на питаннях податків і пенсій. Він став відомим завдяки своїй ролі в розкритті скандалу щодо виплати допомоги по догляду за дітьми.

## Політична кар'єра

### Палата представників
У парламенті Омцігт зараз працює в комітетах з європейських справ, з закордонних справ, з питань житла та офіційних послуг, з питань соціальної політики і зайнятості, з питань фінансів і державних витрат. З 2017 року він був парламентським доповідачем нідерландського парламенту з питань Brexit.
З 2019 року Омцігт разом із членом парламенту Ренске Лейтен (оціалістична партія Нідерландів) виступали на захист постраждалих батьків у скандалі з виплатами по догляду за дитиною, під час якого понад 20 000 сімей постраждали, коли подали заяву на допомогу по догляду за дитиною. Результатом їхньої боротьби стало те, що державних службовців і (колишніх) міністрів заслухав парламентський комітет з питань допомоги по догляду за дитиною, що зрештою призвело до падіння третього уряду Рютте в січні 2021 року.
У липні 2020 року Омцігт зазнав поразки від віце-прем'єр-міністра Уго де Йонге в голосуванні за посаду лідера партії «Християнсько-демократичний заклик». Омцігта було переобрано на загальних виборах у Нідерландах 2021 року, набравши 342 472 голоси, тобто більше ніж будь-який інший позапартійний лідер. Після виборів Омцігт взяв відпустку, поскаржившись на виснаження.
25 березня 2021 року було оприлюднено непублічні домовленості під час формування уряду, які, серед іншого, містили «Омцігта призначити, функції виконувати в іншому місці» (нід. "positie Omtzigt, functie elders"). Це спричинило бурхливу дискусію в парламенті та безвихідь у формуванні уряду. На такому інформаційному тлі Омцігт взяв офіційну відпустку на чотири місяці, починаючи з 25 травня. На посаді члена парламенту його тимчасово змінив Анрі Бонтенбал.
10 червня 2021 року стався витік 78-сторінкової записки Омцігта, адресованої очолюваному політикенею Liesbeth Spies партійному комітету Християнсько-демократичного заклику (CDA), який аналізував результати парламентських виборів у березні 2021 року. Омцігт жорстко накинувся на CDA, співробітників групи та членів парламенту CDA, імена яких не були названі, і написав, що йому пообіцяли очолити партію, якщо Уго де Йонге відмовиться від посади партійного лідера. Однак після відходу де Йонге керівництво партією було запропоновано Вопке Гукстра. За словами Омцігта, він не мав змоги вплинути на ці події. За словами Омцігта, члени політичної партії та члени Палати представників описали його як «психопата, хвору людину, скаженого собаку, придурка, збентеженого» та «нестабільного». Деякі з цих тверджень були додані до записки Омцігта на скріншоті WhatsApp. Через два дні Омцігт оголосив, що покинув CDA і залишиться незалежним членом парламенту після відпустки.

### Парламентська Асамблея Ради Європи
Крім роботи в парламенті, Омцігт з 2004 року є членом нідерландської делегації в Парламентській асамблеї Ради Європи (ПАРЄ). Зараз він є членом Комітету з правових питань та прав людини; Комітету з дотримання зобов'язань державами-членами Ради Європи (Моніторингового комітету); Підкомітету з прав людини; Підкомітету з питань виконання рішень Європейського суду з прав людини ; та Підкомітету з прав меншин.
Під час своєї роботи в Парламентській асамблеї Омцігт обіймав посаду доповідача Асамблеї з питань масового стеження з 2014 року З 2021 року він також є генеральним доповідачем Парламентської асамблеї з питань захисту інформаторів
Омцігт також працював доповідачем у справі про підрив автомобіля журналістки Дафни Каруани Галіції (2018), правосуддя для жертв ІДІЛ (2019); та про Польщу (2019). У період з 2016 по 2017 рік він підготував пропозицію Асамблеї щодо системи інвестиційних судів (ICS) для арбітражу в комерційних спорах між державами та іноземними інвесторами.

## Політичні погляди
Омцігта вважали представником євроскептичного крила CDA. Він критикував політику Європейського центрального банку і у 2020 році підштовхнув свою партію підтримати ідею виходу Нідерландів з небажаних програм ЄС.

## Суперечливі дії
У 2017 році засоби масової інформації в Нідерландах описали, як фейкові повідомлення про катастрофу рейсу Malaysia Airlines Flight 17 які поширювалися за підтримки Омцігта, який представив росіянина як «очевидця» катастрофи під час публічних експертних дебатів у травні 2017 року. Чоловік, який був шукачем притулку з України, ніколи не був свідком катастрофи, і його промова, яку Омцігт надіслав йому перед інтерв'ю, повторювала одну з пропагованих Росією версій про те, що літаки МіГ збили Боїнг. Невдовзі після цього журналісти встановили, що цього чоловіка не було вдома в ніч авіакатастрофи, і його вже допитали офіційні особи, які виключили його як свідка. У Twitter він визнав, що діяв необережно, і через кілька днів подав у відставку з посади представника справи MH17.